# Parc de Daiba
El parc de Daiba (台場公園, Daiba Kōen) és un parc situat a Daiba 1-chome, al barri de Minato de Tòquio. Va ser construït el 1928 a una antiga bateria d'artilleria, de finals del període Togukawa, situada a la badia de Tòquio i connectada a la costa.
Disposa de connexió amb transport públic amb l'estació d'Odaiba Kaihin Koen, de la línia Yurikamome. A més de dues llanxes bus des de la mateixa zona d'Odaiba o des de Ryogoku.

## Descripció
El parc se situa sobre una antiga bateria d'artilleria. Originalment era una illa, però va ser connectada a la costa. Té una àrea total de 29.963,40 metres quadrats. Tot el voltant està format per parets de pedra d'uns 5 o 7 metres d'alçada, amb munts de terra a la part superior, cobert gairebé en la seva totalitat per gespa. Les restes d'uns magatzem d'explosius i municions i d'un vaixell a la banda nord recorden quan la bateria estava equipada.
Disposa de 590 arbres, sent les espècies principals l'auró japonès, el pi negre, la zelkova japonesa i el cirerer.
Des del parc es pot veure una altra antiga bateria i una vista del pont Rainbow.

## Història
L'origen del parc és una bateria d'artilleria creada com a protecció de possibles atacs, després que el shogunat Tokugawa s'adonés que no disposava de vaixells ni mecanismes de defensa després de l'arribada de la flota estatunidenca del comodor Perry el 1853.
Originalment es va preveure la construcció d'11 bateries, de les quals es van construir 6 davant de la costa de Shinagawa. Tanmateix, mai es van arribar a utilitzar i van ser abandonades. De les bateries originals només en queden 2, la resta van ser desmuntades amb les millores realitzades a la badia de Tòquio. Les restants són la núm. 3 i la núm. 6, i estan declarades monuments històrics pel Govern Metropolità de Tòquio. La bateria sobre la qual hi ha el parc és la núm. 3 i va ser dissenyada per Tarozaemon Egawa, magistrat d'Izu-Nirayama, i acabada el 1854. Després de malmetre's a causa del gran terratrèmol de Kanto de 1923, va ser restaurada i convertida en parc, obrint oficialment el 7 de juliol de 1928.